# Bisti/De-Na-Zin Wilderness

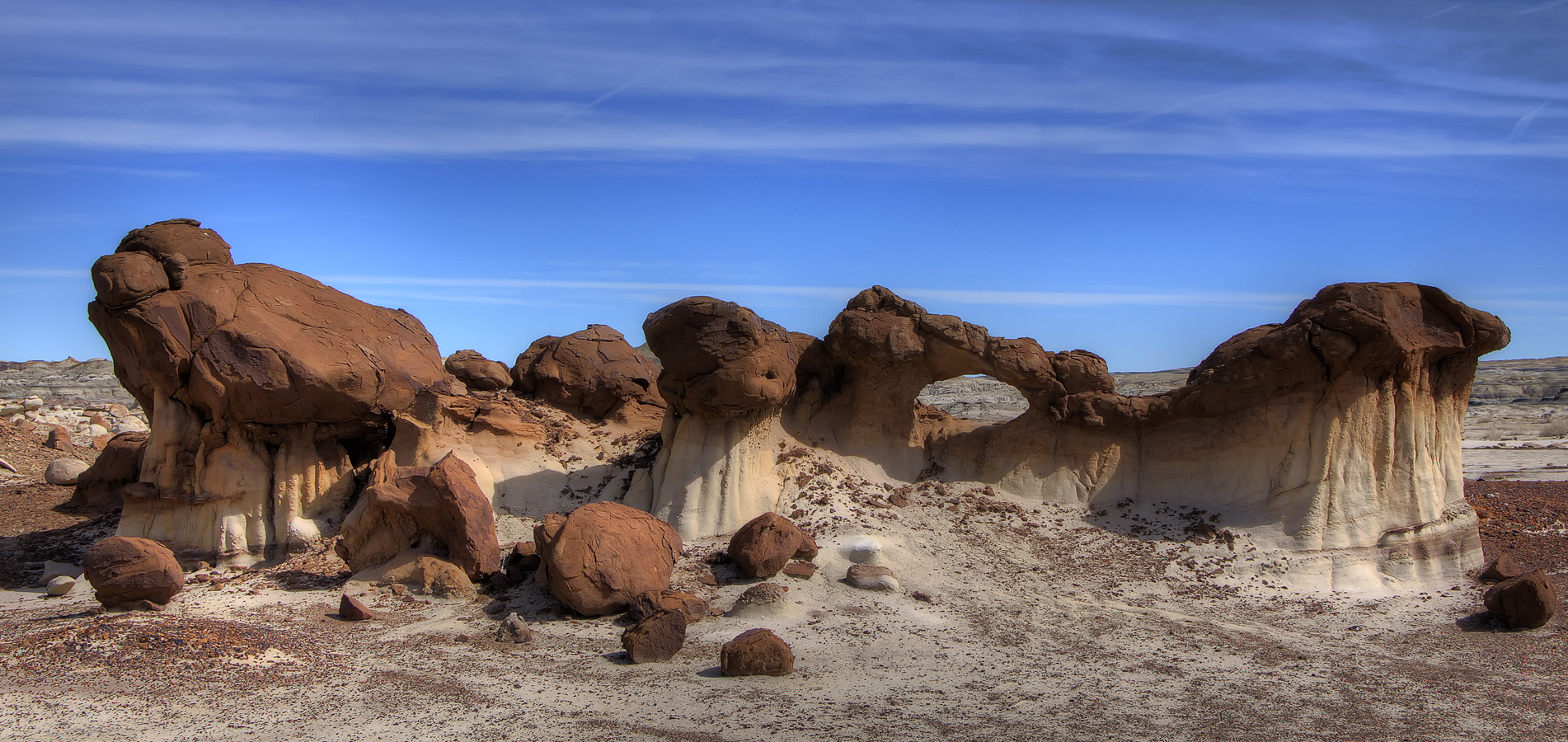
Bisti Badlands

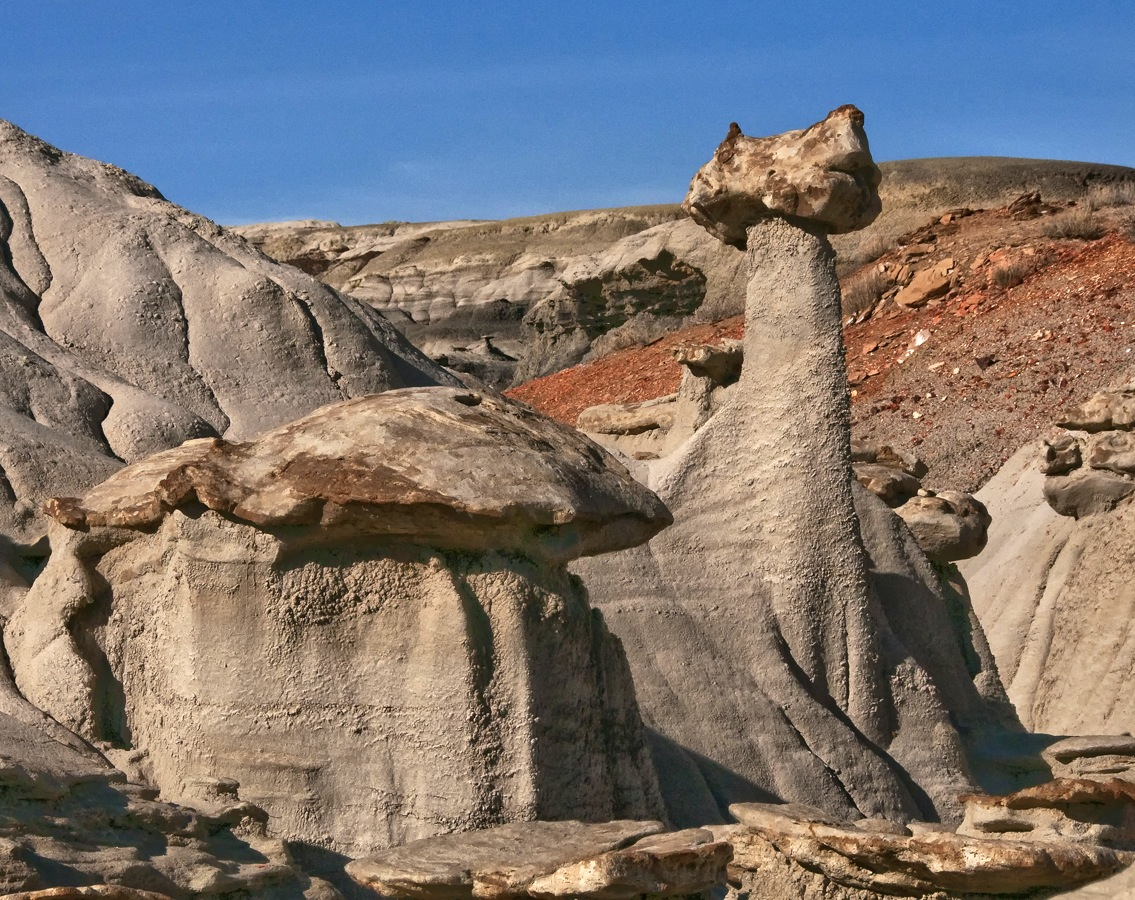
Cheminée de fée

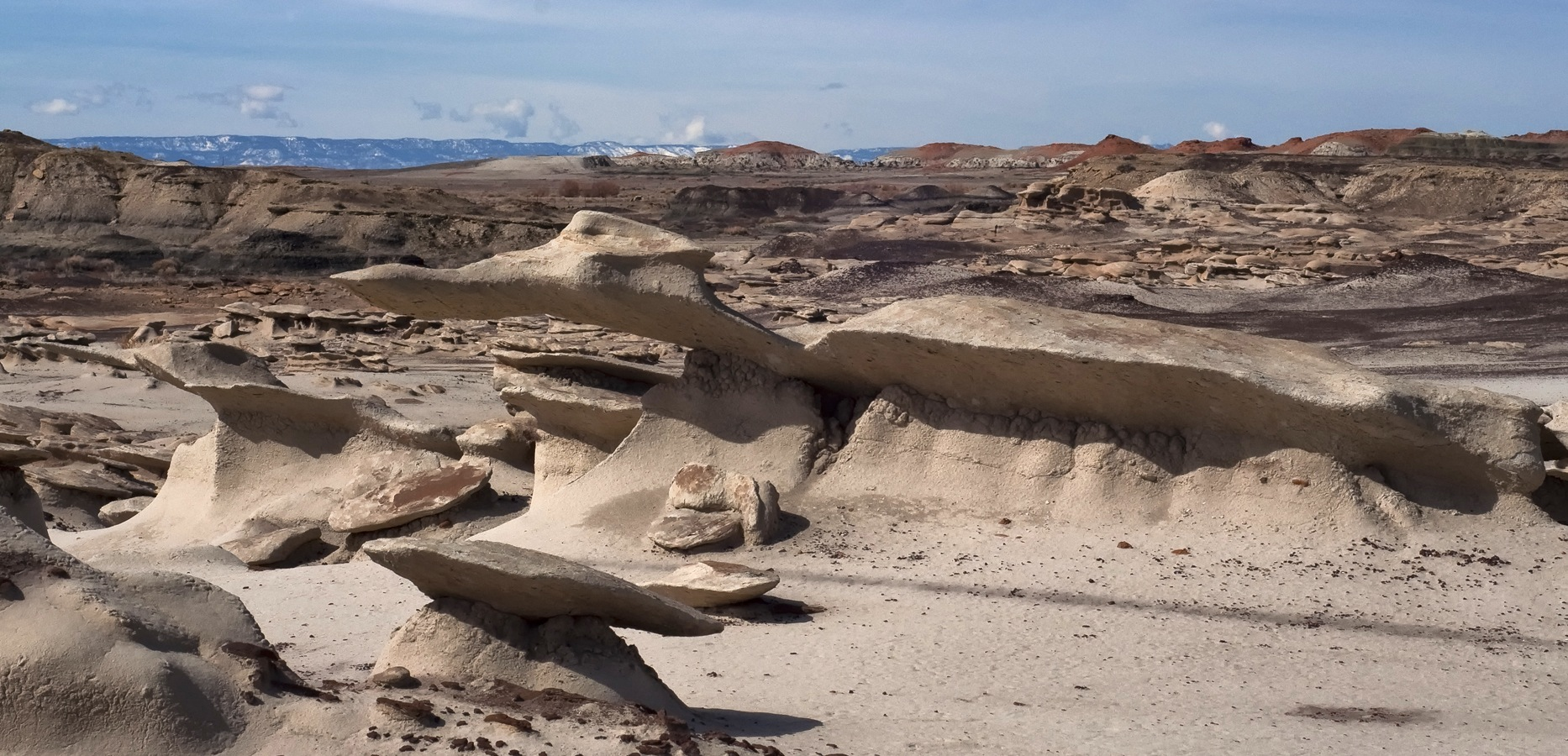
Formes étranges dans les badlands de Bisti

Le Bisti/De-Na-Zin Wilderness s'étend sur 182 km2 de zone sauvage située dans le comté de San Juan dans l'État américain du Nouveau-Mexique. Créé en 1984, le Wilderness est une zone désolée de badlands extrêmement érodés, gérée par le Bureau of Land Management, à l’exception de trois parcelles de terres Navajo privées situées dans ses limites. La loi sur la conservation, la gestion et les loisirs de John D. Dingell, Jr., signée le 12 mars 2019, étend la réserve de Bisti / De-Na-Zin d'environ 910 hectares.

## Nom
Traduit du mot navajo Bistahí, Bisti signifie "parmi les formations en adobe". De-Na-Zin, du Navajo Dééł Náázíní, traduit par "Grue debout". Des pétroglyphes représentant des grues ont été découverts au sud du Wilderness.  

## Préhistoire et Géologie
La région qui comprend le désert de Bisti / De-Na-Zin était autrefois un delta riverain qui se trouvait juste à l'ouest du rivage d'une ancienne mer, la Voie maritime intérieure de l'Ouest, qui couvrait une grande partie du Nouveau-Mexique il y a 70 millions d'années. Le mouvement de l'eau à travers et autour de l'ancienne rivière a accumulé des couches de sédiments. Les marécages et les étangs occasionnels bordant le ruisseau ont laissé de grandes accumulations de matière organique sous la forme de ce qui est devenu des lits de lignite. À un moment donné, un volcan a déposé une grande quantité de cendres et la rivière a déplacé les cendres de leurs emplacements d'origine. Alors que l'eau se retirait lentement, les animaux préhistoriques ont survécu sur le feuillage luxuriant qui s'est développé le long des nombreuses rives du fleuve. Lorsque l'eau a disparu, il a laissé une  couche de grès, de mudstone, de schiste et de charbon mélangés qui reposaient depuis cinquante millions d’années. Des couches de grès se sont déposées au-dessus des cendres et des restes du delta. Les anciens dépôts sédimentaires ont été soulevés avec le reste du Plateau du Colorado, commençant il y a environ 25 millions d'années. Il y a six mille ans, le dernier âge glaciaire a reculé et les eaux des glaciers ont contribué à exposer les fossiles et le bois pétrifié, et ont érodé la roche dans les hoodoos maintenant visibles.

## Description
Le lieu semble un royaume enchanté, féérique, avec ses formations rocheuses semblant sorties d'un pays imaginaire. 
En voyageant dans le désert de Bisti / De-Na-Zin aujourd'hui, on descend du désert fauve de sable et de sauge dans un monde de sables et de rochers gris, noirs, rouges et violets (voir la photo ci-dessus). Les badlands résultent de l’érosion des couches sableuses de la formation d’Ojo Alamo, qui a laissé à nu l’épaisse couche de cendres volcaniques et au-dessous de celle de Fruitland et du schiste de Kirtland. Le côté ouest du désert, anciennement appelé le désert de Bisti, est principalement constitué de la formation de Fruitland. La partie orientale du désert de Bisti / De-Na-Zin, anciennement appelé le désert de De-Na-Zin, expose le schiste de Kirtland. Les cendres couvrent une grande partie de ces caractéristiques. Les capuchons de nombreux hoodoos tout gris dans la nature sauvage de Bisti / De-Na-Zin sont en calcaire. 
Les fossiles dans la nature préservent une trace de la vie en eau douce dans et sur le bord du grand delta à cette époque. 
Les cendres, les lits de lignite et les scories sont à l'origine des couleurs caractéristiques de gris, noir et du rouge du désert.   
L'érosion est le processus qui a façonné les caractéristiques du paysage moderne de la nature sauvage de Bisti / De-Na-Zin.   
Les humains ont occupé la région presque continuellement depuis 10 000 ans av. J.C. La région contient de nombreux sites de Chacoa et une partie de la route préhistorique du Grand Nord, utilisée pour relier les principaux sites de Chaco Anasazi dans le bassin de San Juan. 

## Faune
On trouve une petite variété d'animaux sauvages dans la nature sauvage de Bisti / De-Na-Zin, notamment le lapin à queue blanche, le coyote, le blaireau et le chien de prairie. Les espèces d'oiseaux comprennent le geai des pinèdes, le corbeau, la caille, la colombe, le faucon ferrugineux, le faucon des prairies et l'aigle royal. Le lézard, le serpent, la tarentule et le scorpion vivent également ici. 

## Loisirs
Les activités de loisirs dans le désert de Bisti / De-Na-Zin incluent la randonnée, le camping, l'observation de la faune, la photographie et l'équitation. Les feux de camp sont interdits dans le désert,.

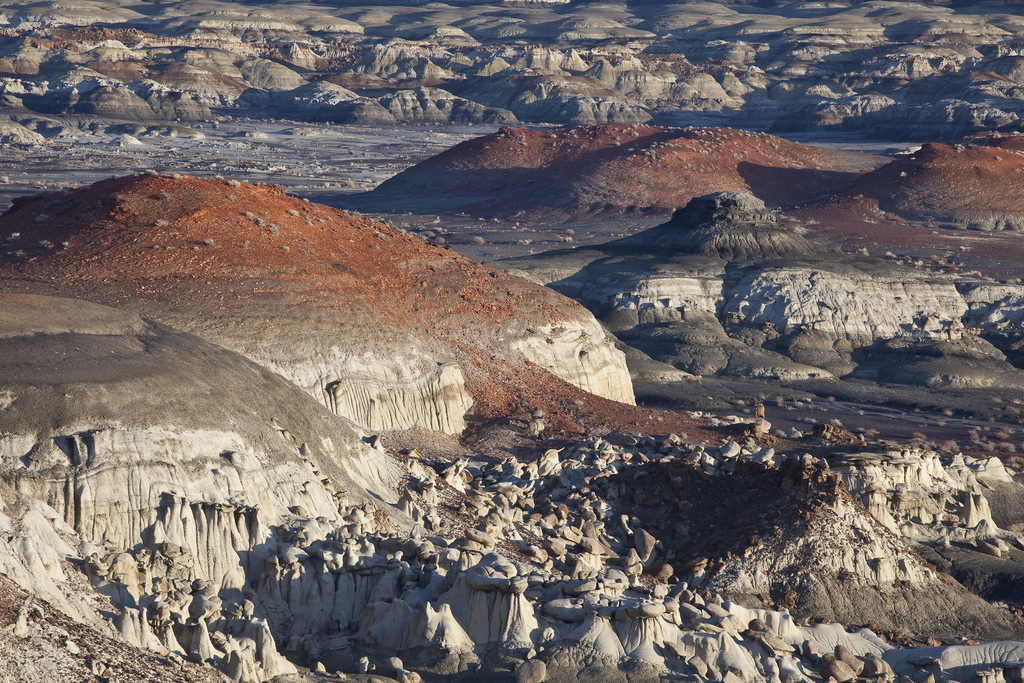
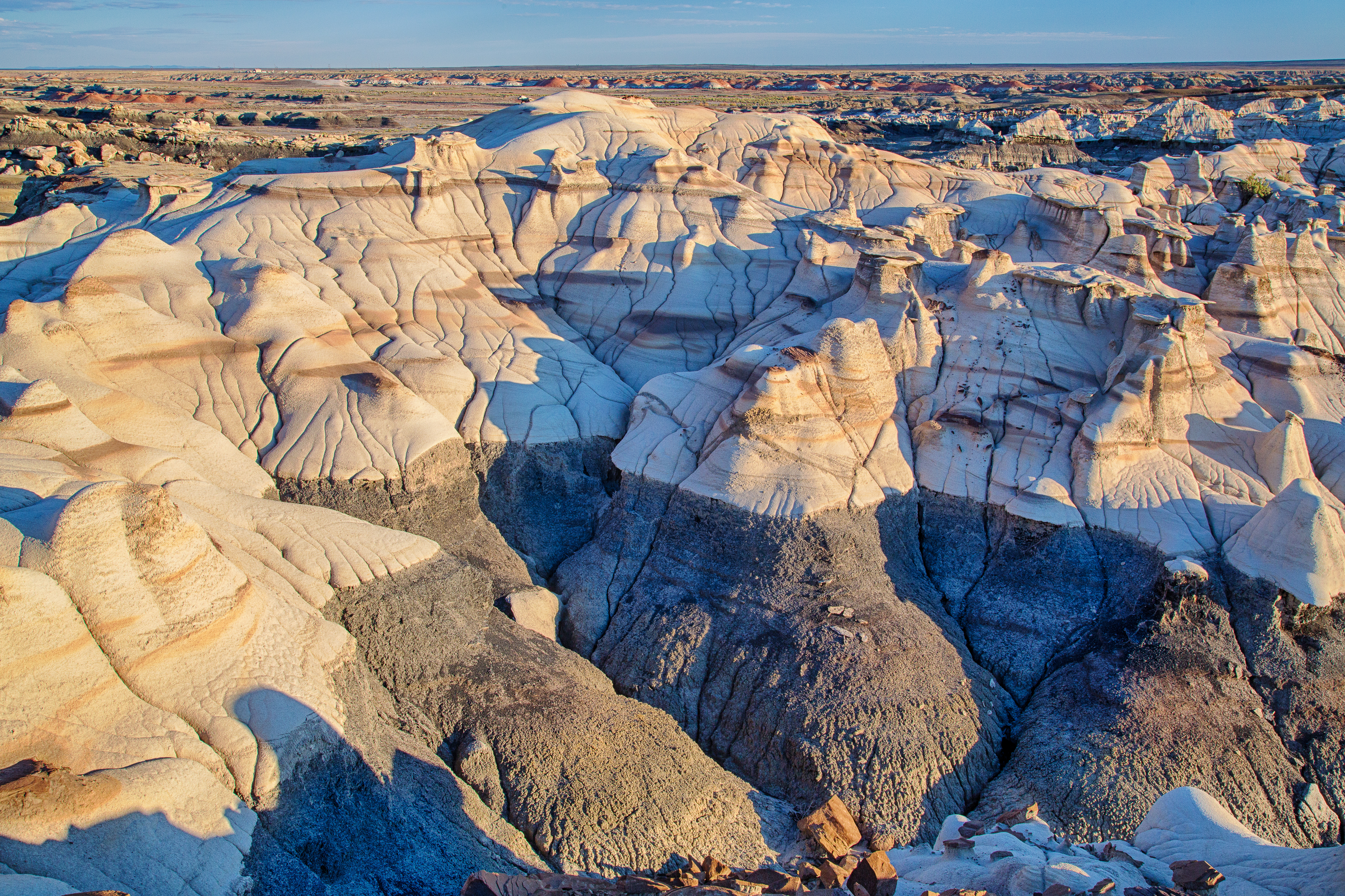
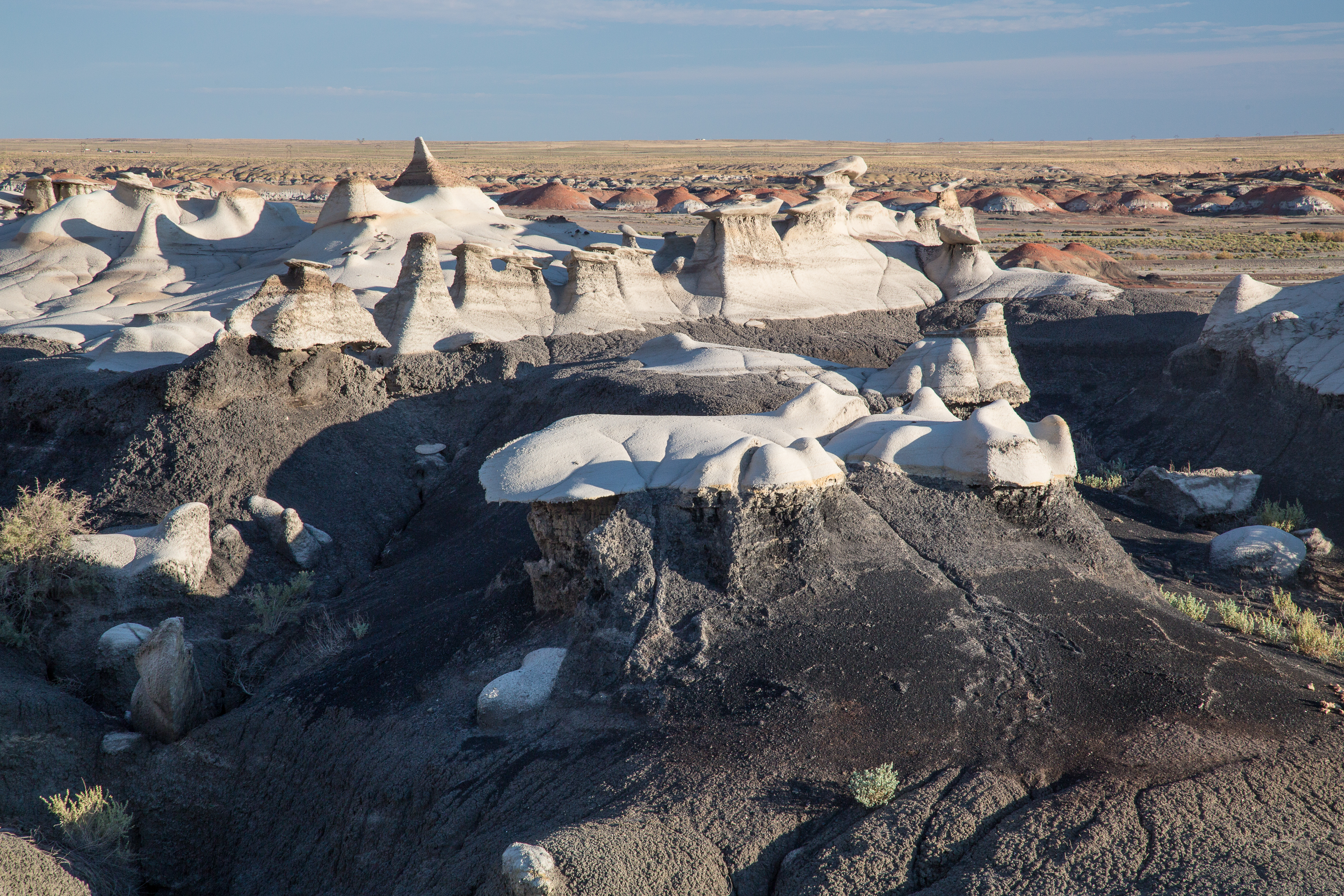
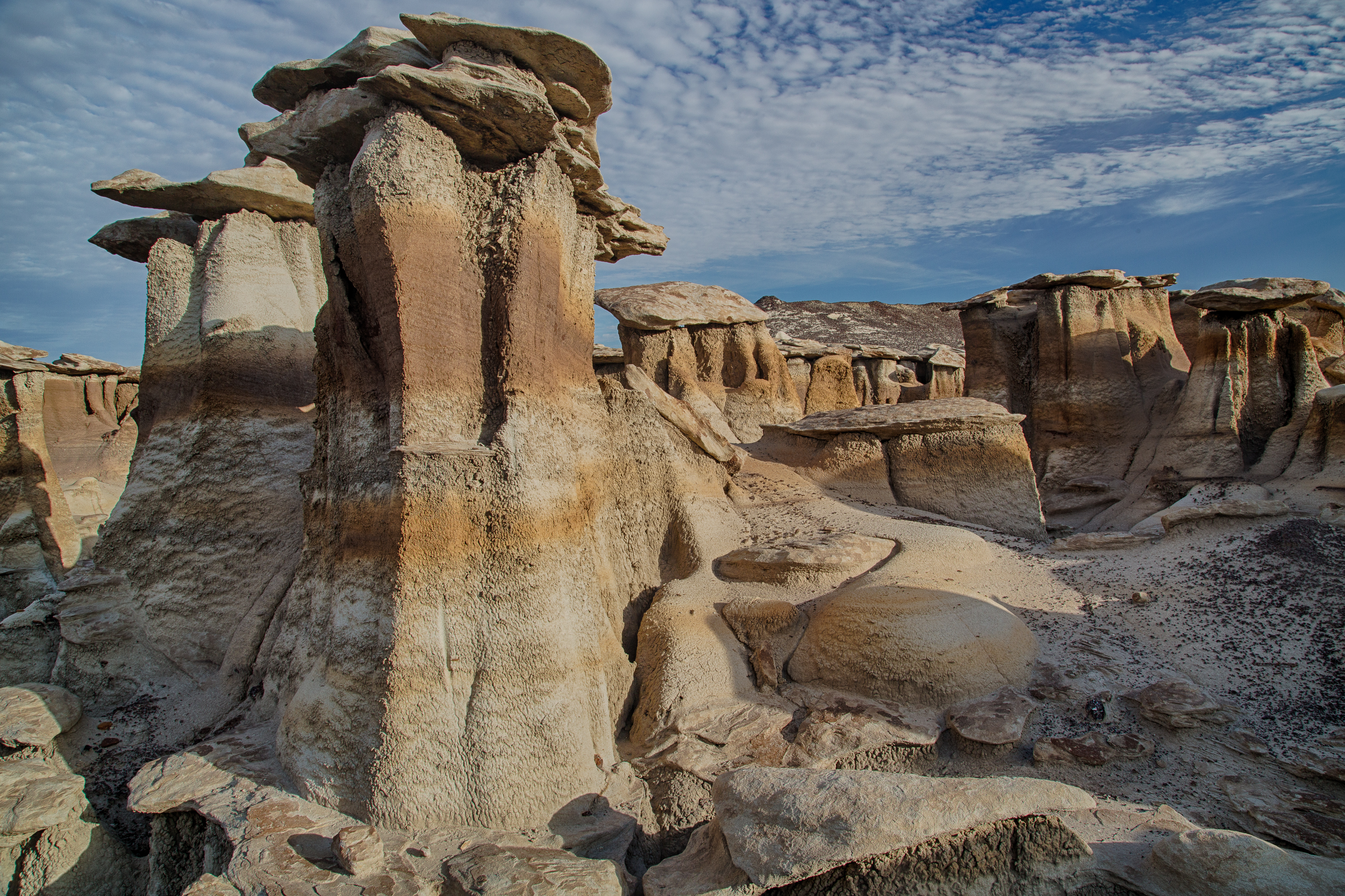
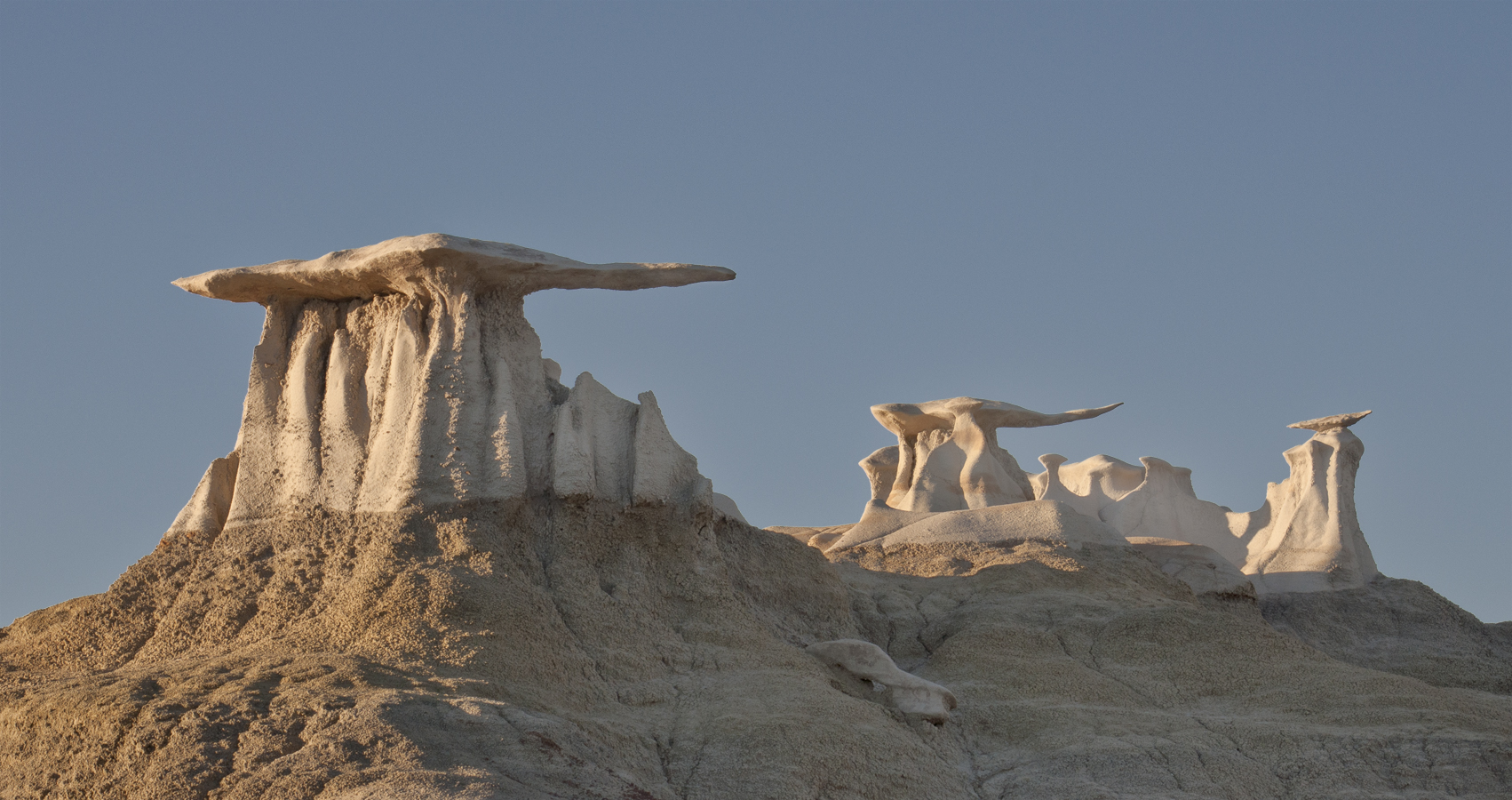
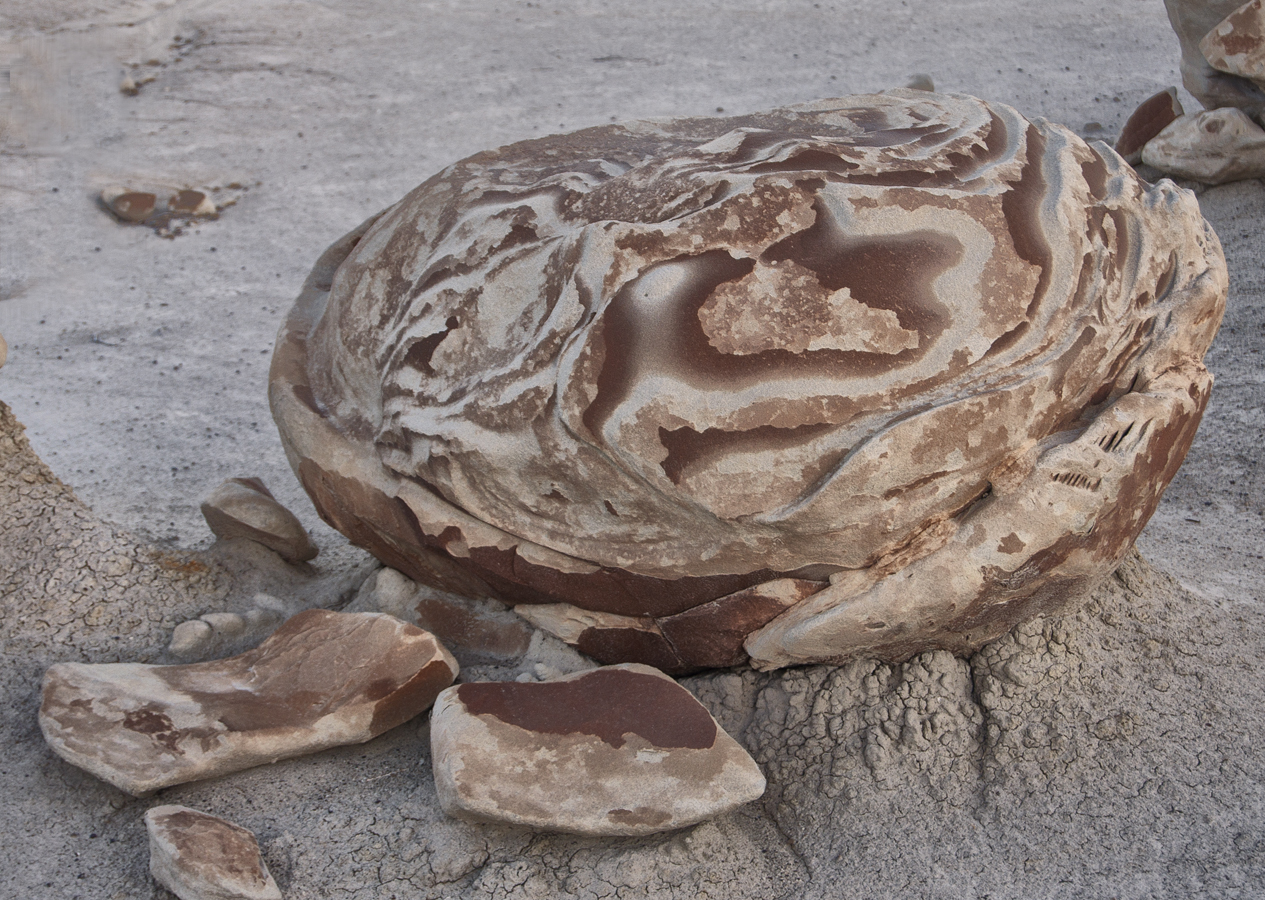

## Voir également
- Ah-Shi-Sle-Pah Wilderness
- Parc historique national de la culture Chaco
- Đavolja Varoš
- Monument national Kasha-Katuwe Tent Rocks
- Parc national de Bryce Canyon
- Loi sur la nature
- Demoiselles Coiffées de Pontis
- Hoodoo (géologie)